# Herz-Jesu-Kirche (Kohlberg)

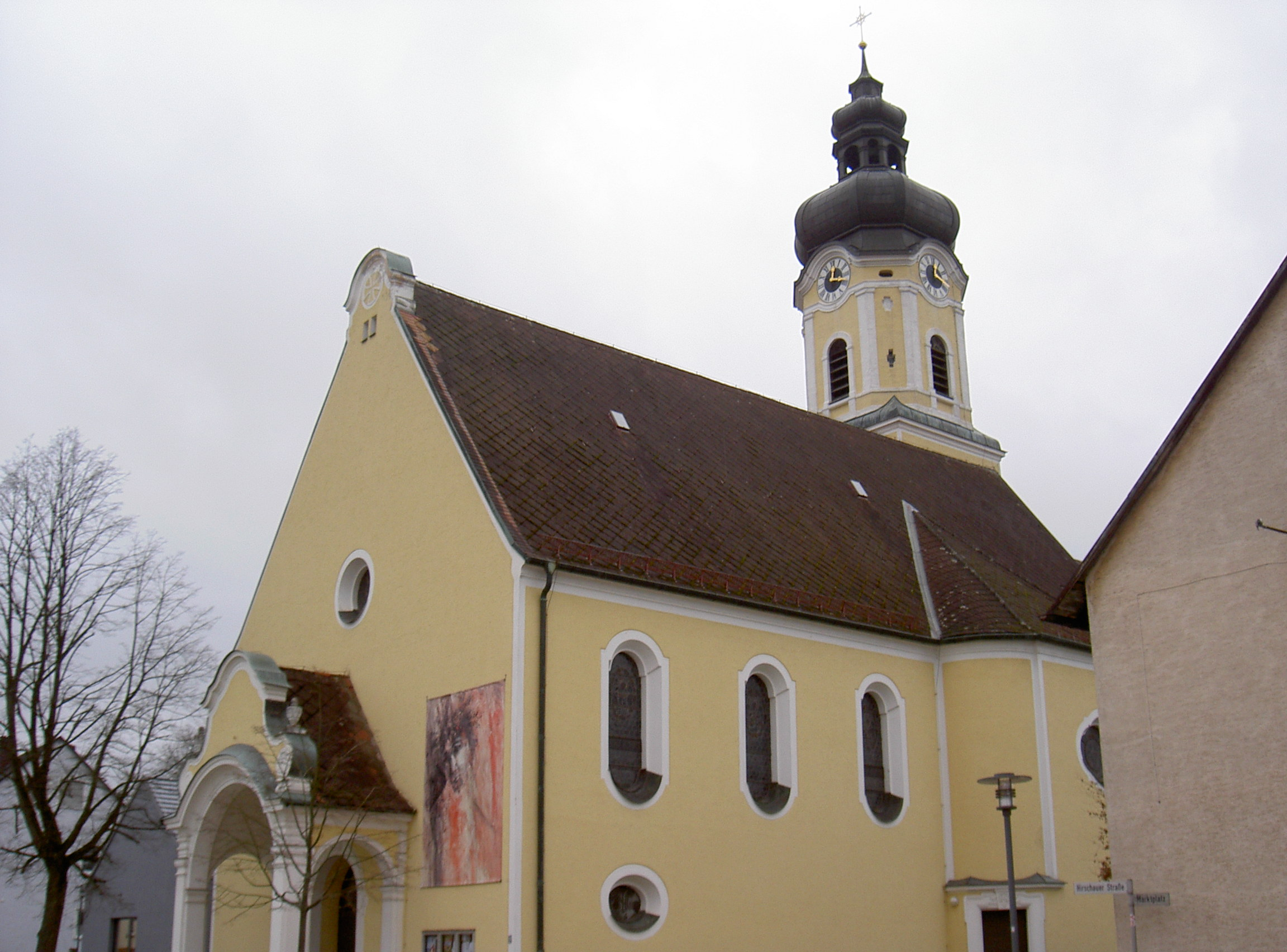
Herz-Jesu-Kirche in Kohlberg

Die römisch-katholische, denkmalgeschützte Pfarrkirche Herz-Jesu steht in Kohlberg, einem Markt im Landkreis Neustadt an der Waldnaab der Oberpfalz. Die Kirche gehört zum Dekanat Weiden in der Oberpfalz des Bistums Regensburg. Das Bauwerk ist unter der Denkmalnummer D-3-74-131-1 als Baudenkmal in die Bayerische Denkmalliste eingetragen.

## Beschreibung
Die 1914–1916 erbaute neobarocke Saalkirche kann durch das Querschiff auch als Kreuzkirche betrachtet werden. Sie besteht aus einem Langhaus und einem eingezogenen, dreiseitig geschlossenen Chor im Westen und einem Chorflankenturm auf quadratischem Grundriss an dessen Südwand. An den Chor schließt sich nach Westen eine halbrunde Apsis an. Das oberste achteckige Geschoss des Chorflankenturms wurde ihm 1988 aufgesetzt. Es beherbergt die Turmuhr und den Glockenstuhl. Darauf sitzt eine Zwiebelhaube, die mit einer Laterne bekrönt ist. Zur Kirchenausstattung gehört ein Hochaltar, der 1933 umgebaut wurde.